# 秦霖熙
秦霖熙（?—?），甘肅省蘭州府皋蘭縣人，清朝政治人物、同進士出身。
光緒三年（1877年），参加丁丑科殿試，登進士三甲第80名。同年五月，授即用戶部主事。后担任广西恭城县知县，著有《外感辩证录》、《惊风治验录》。